# Струк Зінаїда Олександрівна
Зінаїда Олександрівна Струк (23 листопада 1948, село Марія-Воля, тепер Володимирського району Волинської області) — українська радянська діячка, в'язальниця Сокальського філіалу Червоноградської панчішної фірми Львівської області. Депутат Верховної Ради УРСР 9-го скликання.

## Біографія
Освіта середня. У 1967 році закінчила професійно-технічне училище.
З 1967 р. — в'язальниця Сокальського філіалу Червоноградської панчішної фірми Львівської області.
Член КПРС з 1976 року.
Потім — на пенсії у селищі Жвирка Сокальського району Львівської області.

## Нагороди
- ордени
- медалі